# Барку (река)
Барку (англ. Barcoo River) — пересыхающая река в Австралии, левая составляющая реки Купер-Крик.

## География

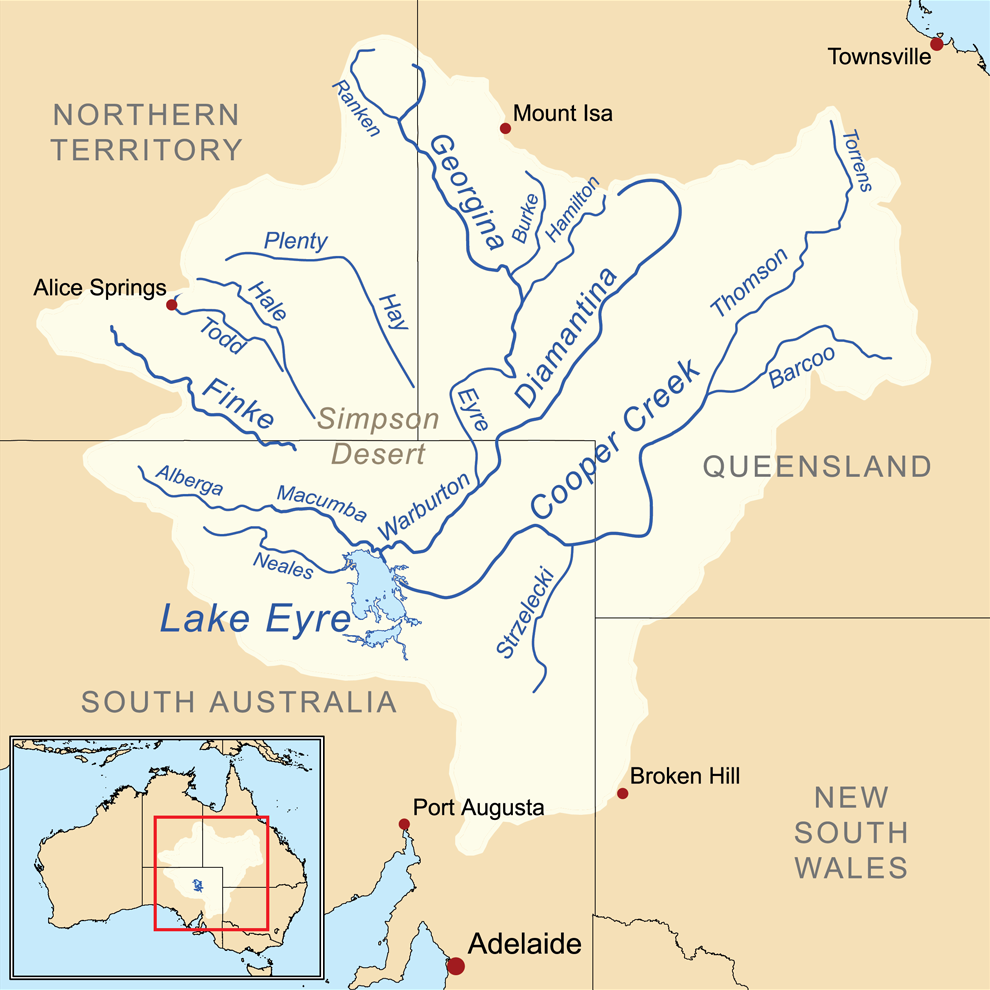
Река Барку в речной системе озера Эйр

Исток реки Барку находится на восточном склоне хребта Уоррего в штате Квинсленд, в Большом Водораздельном хребте. Затем река течёт в северо-западном направлении, протекая через город Блэколл. Достигнув места слияния с рекой Алис, река Барку берёт курс на юго-запад, протекая через населённый пункт Айсисфорд. Соединяясь с рекой Томсон, образует реку Купер-Крик, которая далее протекает по территории штата Южная Австралия, где впадает в озеро Эйр (только в сезоны дождей).
Климат местности, по которой протекает река, жаркий и засушливый. Режим осадков нестабильный. Местные почвы, вертисоли, достаточно плодородны.

## Фауна
В реке Барку обитают эндемичные для рек Австралии Окуни реки Барку из семейства терапоновых (Terapontidae) отряда окунеобразных.

## Болезни
Река Барку (или, если быть точным, места её протекания) дала названия нескольким болезням, широко распространённым в Австралии, но малоизвестным в окружающем мире. Такими болезнями являются «цинга (кожная гниль) Барку», «лихорадка Барку» и «сыпь Барку».

## Населённые пункты (от истока к устью)
- Блэколл
- Айсисфорд

## В культуре
Упоминается в поэмах «Банджо» Патерсона, во второй строфе поэмы «Saltbush Bill» и в первой строфе поэмы «A Bush Christening».
Now Saltbush Bill was a drover tough as ever the country knew,

He had fought his way on the Great Stock Routes from the sea to the big Barcoo;

He could tell when he came to a friendly run that gave him a chance to spread,

And he knew where the hungry owners were that hurried his sheep ahead;

He was drifting down in the Eighty drought with a mob that could scarcely creep

(When the kangaroos by the thousand starve, it is rough on the travelling sheep),

And he camped one night at the crossing-place on the edge of the Wilga run;

"We must manage a feed for them here," he said, "or half of the mob are done!"

- Saltbush Bill
On the outer Barcoo where the churches are few,

And men of religion are scanty,

On a road never cross'd 'cept by folk that are lost,

One Michael Magee had a shanty.
- A Bush Christening